# Rincón de Escobedo
Rincón de Escobedo är en ort i Mexiko.   Den ligger i kommunen Hidalgo och delstaten Michoacán de Ocampo, i den södra delen av landet, 150 km väster om huvudstaden Mexico City. Rincón de Escobedo ligger 2 221 meter över havet och antalet invånare är 162.
Terrängen runt Rincón de Escobedo är huvudsakligen kuperad, men åt nordväst är den bergig. Runt Rincón de Escobedo är det ganska tätbefolkat, med 93 invånare per kvadratkilometer. Närmaste större samhälle är Ciudad Hidalgo, 4,5 km sydväst om Rincón de Escobedo. I omgivningarna runt Rincón de Escobedo växer huvudsakligen savannskog.